# Anastasia Lenkova
Anastasia Andreïevna Lenkova (en russe : Анастасия Андреевна Ленкова) est une chirurgienne pédiatrique à la Rnpts Detskoy Khirurgii de Minsk en Biélorussie.
En mai 2023, elle est une des deux candidates restantes à l'issue de la sélection biélorusse pour voler à bord de Soyouz MS-25 en mars 2024. Elle est désignée comme doublure.